# Klucza
Klucza [pronunciación en polaco: /ˈklut͡ʂUn/] es un asentamiento ubicado en el distrito administrativo de Gmina Chojnice, dentro del Condado de Chojnice, Voivodato de Pomerania, en Polonia del norte. Se encuentra aproximadamente a 16 kilómetros al norte de Chojnice y a 96 kilómetros al suroeste de la capital regional Gdansk.
Para detalles de la historia de la región, véase Historia de Pomerania.